# Deplanchea
Deplanchea é um género botânico pertencente à família Bignoniaceae.

## Sinonímia
Bulweria, Diplanthera

## Espécies
Apresenta 12 espécies:
| - Deplanchea bancana - Deplanchea bulweri - Deplanchea bulwerii - Deplanchea coriacea - Deplanchea glabra - Deplanchea hirsuta | - Deplanchea montana - Deplanchea novocaledonica - Deplanchea sessilifolia - Deplanchea speciosa - Deplanchea tetraphylla - Deplanchea tubulosa |